# Luke Howard

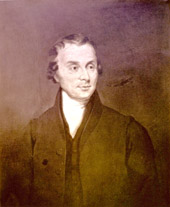
Luke Howard

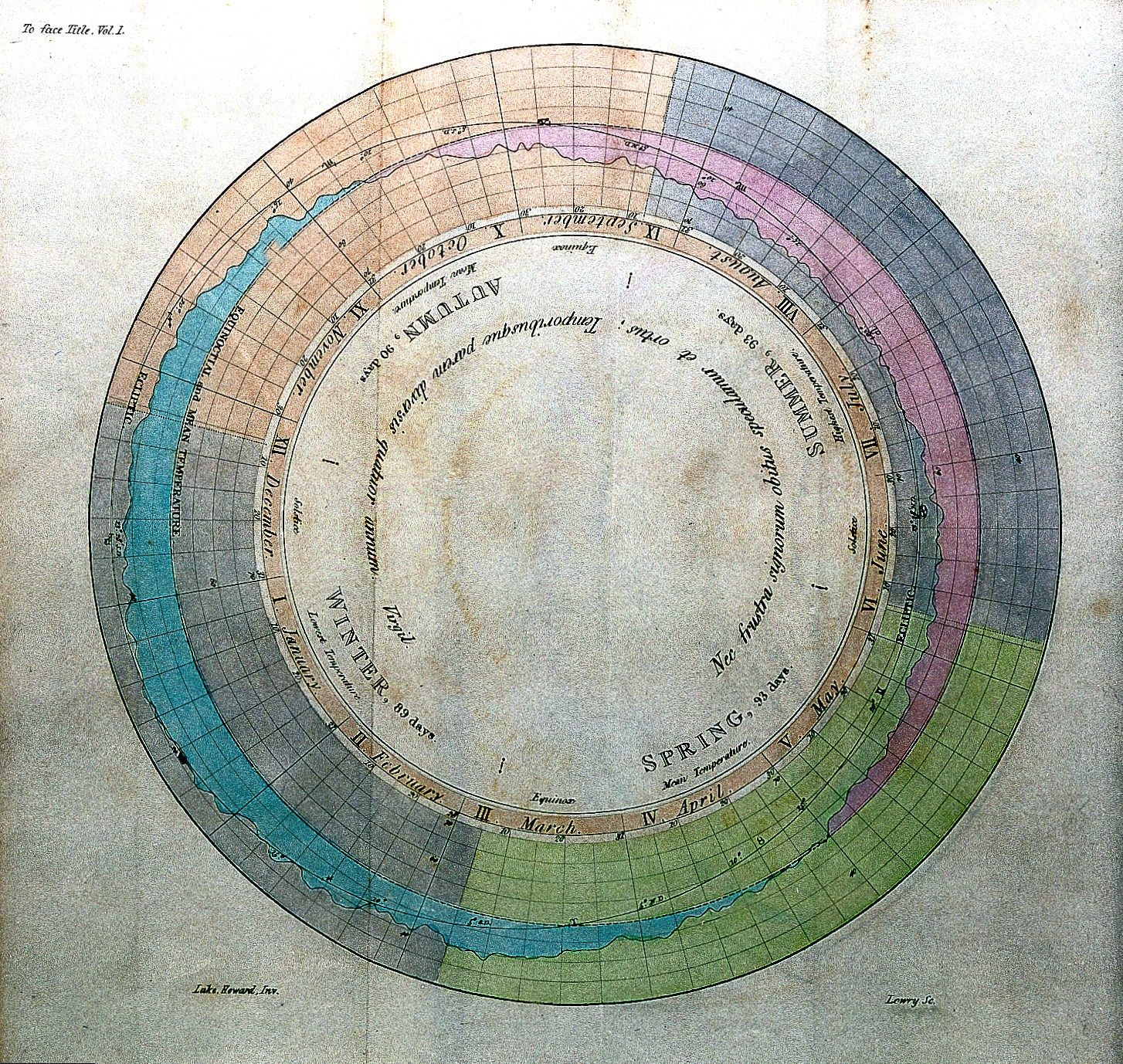
Roczny cykl temperatury w Londynie wg Luke'a Howarda

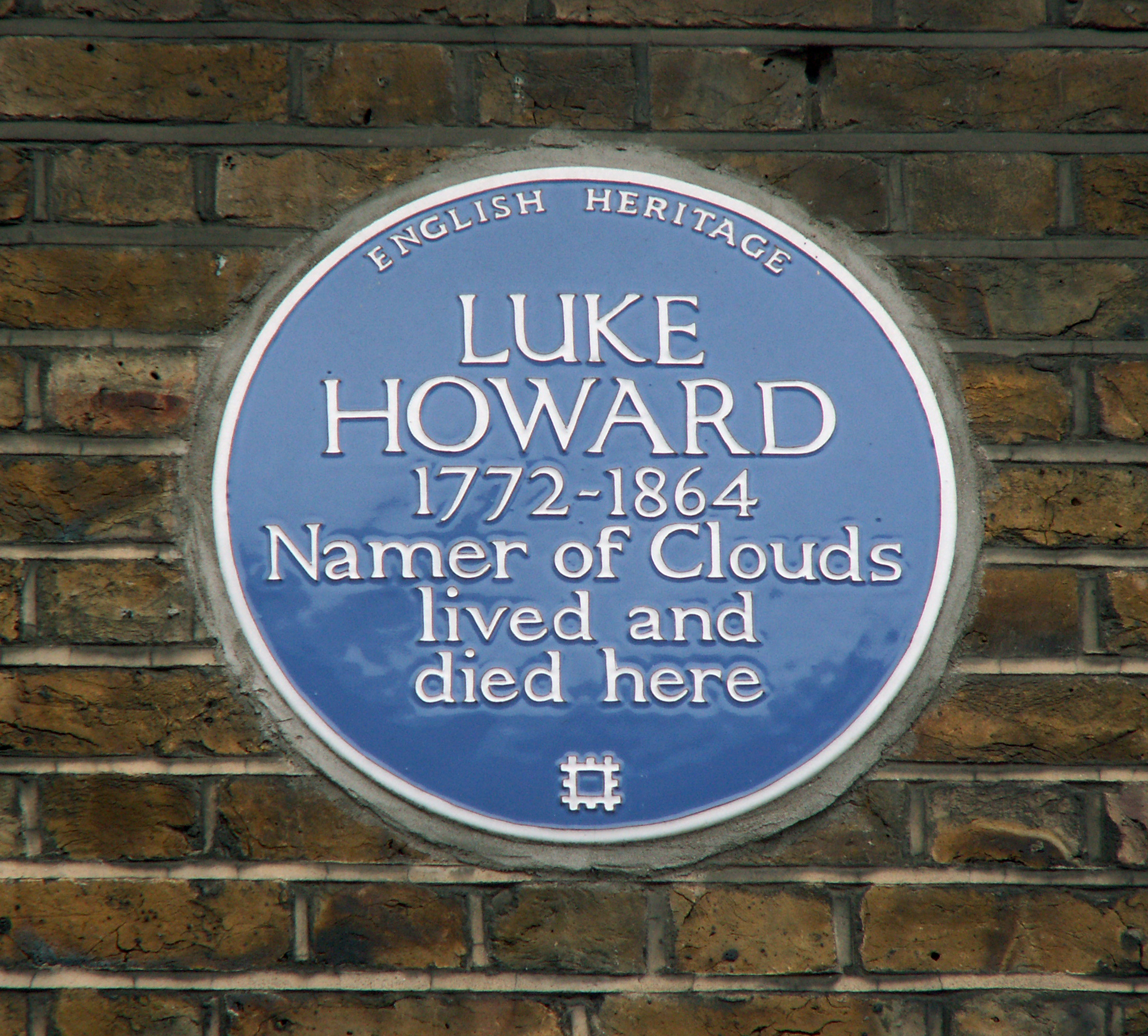
Jedyna w Tottenham niebieska tablica na domu Luke'a Howarda (2016)

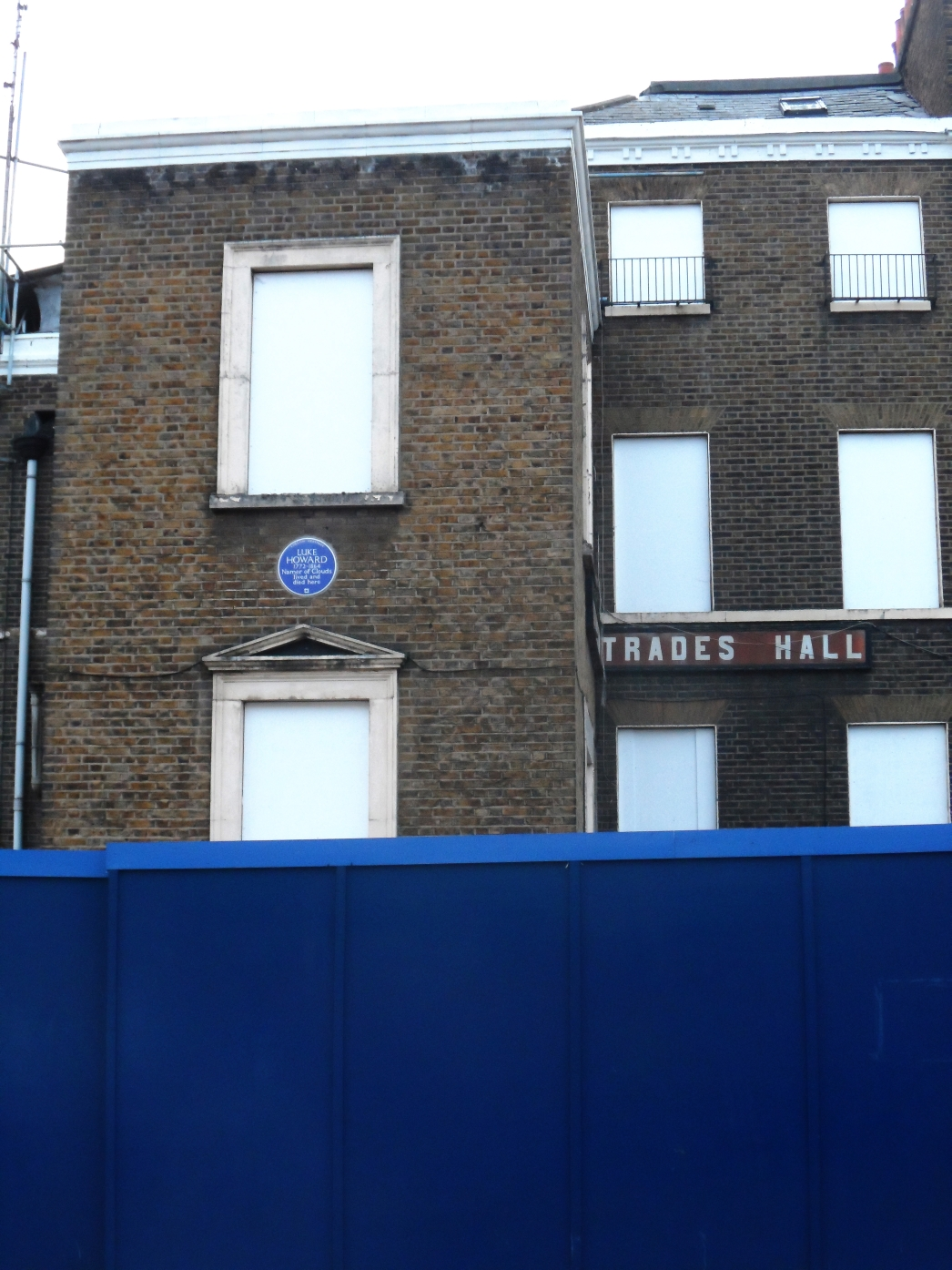
Dom Luke'a Howarda w Tottenham (2014)

Luke Howard (ur. 28 listopada 1772 w Londynie, zm. 21 marca 1864) – brytyjski chemik, farmaceuta, i meteorolog. Twórca nowoczesnej klasyfikacji chmur, którym dał nazwy cirrus, stratus i cumulus. Obserwował wpływ księżyca na stan barometru.

## Życiorys
W grudniu 1802 roku przedstawił publicznie swoją klasyfikację w Londynie, a w 1803 opublikował "On the Modifications of Clouds" w czasopiśmie Philosophical Magazine. Przed jego prezentacją chmury w większości wypadków nie miały ogólnie przyjętych nazw. Słowo modifications (ang. zmienności) a nie typy było tu kluczowe, bo Howard uważał, że chmury są wiecznie zmienne. Był zwolennikiem (prawidłowej) hipotezy, że chmury złożone są z kropel wody, a nie z pęcherzy rozrzedzonego powietrza otoczonego wodą (jak wtedy uważano). Publikacja Howarda wywołała duże wrażenie w Europie. Niemiecki poeta Goethe zapoznał się z nią w przedruku w Annalen der Physik w 1815 roku i napisał Howards Ehregedächtnis (Na Honor Howarda) gdzie początkowe fragmenty publikacji Howarda zostały zamienione na poezję. Howard wprowadził też termin nubification mający oznaczać naukę o powstawaniu i rozwoju chmur. Obecnie termin "nephology" jest częściej używany, chociaż jeszcze powszechniejszą nazwą są fizyka chmur, mikrofizyka chmur, oraz dynamika chmur. 
Prekursor badań nad klimatem miasta. W latach 1807–1816 jako przeprowadził pierwsze badania miejskiej wyspy ciepła w Londynie.
Luke Howard mieszkał i zmarł w Tottenham przy 7 Bruce Grove. Na budynku będącym zabytkiem II klasy znajduje się jedyna w mieście niebieska tablica, zaś pomimo planów renowacji ten zbudowany w stylu georgiańskim dom miejski był w tak złym stanie, że w 2015 Tottenham Civic Society zgłosiło publiczną petycję do właściciela o ratowanie budynku przed zawaleniem.

## Klasyfikacja Howarda
Howard zaproponował 3 główne zmienności: 
- Cirrus, def. Nubes cirrata, tenuissima, quae undique crescat.
- Cumulus, def. Nubes cumulata, densa, sursum crescens.
- Stratus, def. Nubes strata, aquae modo expansa, deorsum crescens.

Oraz 4 pośrednie zmienności:
- cirro-cumulus,
- cirro-stratus,
- cumulo-stratus,
- cumulo-cirros-stratus.